# Xã Cache, Quận Jackson, Arkansas
Xã Cache (tiếng Anh: Cache Township) là một xã thuộc quận Jackson, tiểu bang Arkansas, Hoa Kỳ. Năm 2010, dân số của xã này là 265 người.